# X-Men (revista em quadrinhos)
X-Men é uma revista em quadrinhos mensal, originalmente publicadas pela editora americana Marvel Comics, distribuídas no Brasil pela Editora Panini. Diferente das edições americanas, que são todas publicadas individualmente, é costume no Brasil lançar as séries nos chamados "mix", contendo várias edições originais em cada edição nacional. Atualmente, X-Men abriga as séries americanas Fabulosos X-Men (Uncanny X-Men) e X-Men: Legado (X-Men: Legacy). Anteriormente, a revista também cedeu seu espaço às séries Cable, Jovens X-Men (Young X-Men), Novos Mutantes (New Mutants), Novos X-Men (New X-Men) e Wolverine, bem como a minissérie Invasão Secreta: X-Men (Secret Invasion: X-Men) e a diversos especiais ligados aos X-Men.
X-Men é uma das seis publicações originalmente lançadas pela Panini ao assumir a Marvel no Brasil (Homem-Aranha, Marvel 2002, Marvel Millennium: Homem-Aranha, Paladinos Marvel, X-Men e X-Men Extra), e uma das três dessas séries ainda em publicação, juntamente com Homem-Aranha e X-Men Extra.
Em abril de 2010, tornou-se uma das quatro publicações da Panini no Brasil a atingir a marca de 100 edições, juntamente com Marvel Millenium: Homem-Aranha, X-Men e X-Men Extra. No mês seguinte, em meio a uma ampla reformulação, passou a ter apenas 76 páginas e conter apenas três histórias por edição.
A série foi publicada em dois formatos diferentes, no "formato Panini" (18,5 cm x 27,5 cm), da edição 1 à 19, e posteriormente em formato americano (17 cm x 26 cm), da edição 20 em diante.
Nos Estados Unidos, Uncanny X-Men se concluiu na edição #544 em Outubro de 2011. Em novembro, a série foi relançada.

## Publicação pela GEP

### Edições GEP (1968-1970)
A estreia dos X-Men no Brasil ocorreu nas mãos da GEP (Gráfica e Editora Penteado), na série Edições GEP (inicialmente chamada de Uma Revista GEP). Os X-Men figuraram nas páginas da revista nos números 1 a 8, 13, 14 e 19, revezando com o Surfista Prateado e Capitão Marvel.
Os vilões Blob e Fanático eram respectivamente chamados de Bolão e Jaganata
Os X-Men enfrentam uma versão alternativa de Thor (na época publicado pela EBAL), em história escrita por Gedeone Malagola (que era editor da revista) e publicada em Edições GEP 8, Malagola escreveu uma história com participação do de uma versão alternativa de Thor.
Unus originalmente um vilão, aparece em Raio Negro #15 como herói ao lado do personagem nacional, Raio Negro de Gedeone Malagola.

## Publicação pela RGE

### Almanaque Marvel (1979-1982)
Os X-Men foram presença constante na série Almanaque Marvel da RGE (Rio Gráfica e Editora), publicada entre abril de 1979 e janeiro de 1982, em formatinho. Nesta época, formam publicados histórias de Roy Thomas, Neal Adams, Chris Claremont Dave Cockrum e John Byrne.

### Almanaque do Hulk (1982)
Após o cancelamento de Almanaque Marvel, os X-Men ainda apareceram em destaque nas edições 7 a 9 de Almanaque do Hulk, entre março e dezembro de 1982, onde dividiam espaço com HQs do Hulk. Nessas edições, várias histórias da célebre fase de Chris Claremont e John Byrne foram publicadas pela primeira vez no Brasil.[carece de fontes?]

## Publicação pela Editora Abril

### Superaventuras Marvel (1982-1988)
A Abril assumiu os direitos de publicação dos X-Men em 1982, e os heróis mutantes fizeram sua estreia em Superaventuras Marvel #14. Estiveram presentes constantemente na publicação até 1988, quando ganharam seu título próprio.
| Edição nacional | História 1               | História 2         | História 3 | História 4 | Data de publicação |
| --------------- | ------------------------ | ------------------ | ---------- | ---------- | ------------------ |
| #14             | Uncanny X-men #123       | Uncanny X-men #124 |            |            | ago 83             |
| #16             | Giant Size X-Men #01     |                    |            |            | out 83             |
| #20             | Uncanny X-men #125       |                    |            |            | fev 84             |
| #21             | Uncanny X-men #126       | Uncanny X-men #127 |            |            | mar 84             |
| #23             | Uncanny X-men #128       |                    |            |            | mai 84             |
| #25             | Uncanny X-men #129       |                    |            |            | jul 84             |
| #26             | Uncanny X-men #130       | Uncanny X-men #131 |            |            | ago 84             |
| #29             | Uncanny X-men #132       |                    |            |            | nov 84             |
| #30             | Uncanny X-men #133       |                    |            |            | dez 84             |
| #31             | Uncanny X-men #134       |                    |            |            | jan 85             |
| #34             | Uncanny X-men #138       |                    |            |            | abr 85             |
| #35             | Uncanny X-Men Annual #04 |                    |            |            | mai 85             |
| #36             | Alpha Flight #09         |                    |            |            | jun 85             |
| #37             | What if... 27            |                    |            |            | jul 85             |
| #39             | Uncanny X-men #120       | Uncanny X-men #121 |            |            | set 85             |
| #40             | Uncanny X-men #139       |                    |            |            | out 85             |
| #41             | Uncanny X-men #140       |                    |            |            | nov 85             |
| #42             | Uncanny X-men #143       |                    |            |            | dez 85             |
| #44             | Uncanny X-men #144       |                    |            |            | fev 86             |
| #45             | Uncanny X-men #141       |                    |            |            | mar 86             |
| #46             | Uncanny X-men #142       |                    |            |            | abr 86             |
| #48             | Uncanny X-men #145       |                    |            |            | jun 86             |
| #49             | Uncanny X-men #146       | Uncanny X-men #147 |            |            | jul 86             |
| #51             | Uncanny X-men #148       |                    |            |            | set 86             |
| #52             | Uncanny X-men #149       |                    |            |            | out 86             |
| #53             | Uncanny X-men #150       |                    |            |            | nov 86             |
| #55             | Uncanny X-men #153       |                    |            |            | jan 87             |
| #56             | Uncanny X-men #151       |                    |            |            | fev 87             |
| #57             | Uncanny X-men #152       |                    |            |            | mar 87             |
| #58             | Uncanny X-men Annual #05 |                    |            |            | abr 87             |
| #59             | Uncanny X-men #154       |                    |            |            | mai 87             |
| #60             | Uncanny X-men #155       |                    |            |            | jun 87             |
| #61             | Uncanny X-men #156       |                    |            |            | jul 87             |
| #62             | Uncanny X-men #157       |                    |            |            | ago 87             |
| #63             | Uncanny X-men #117       |                    |            |            | set 87             |
| #64             | Uncanny X-men #158       |                    |            |            | out 87             |
| #65             | Uncanny X-men #160       |                    |            |            | nov 87             |
| #66             | Uncanny X-men #161       |                    |            |            | dez 87             |
| #67             | Uncanny X-men #162       |                    |            |            | jan 88             |
| #69             | Uncanny X-men #163       | Uncanny X-men #164 |            |            | mar 88             |
| #70             | Uncanny X-men #165       |                    |            |            | abr 88             |
| #71             | Uncanny X-men #166       | Uncanny X-men #167 |            |            | mai 88             |
| #72             | Uncanny X-men #168       | Uncanny X-men #169 |            |            | jun 88             |
| #73             | Uncanny X-men #170       | Uncanny X-men #171 |            |            | jul 88             |

### X-Men (1988-2000)
Em novembro de 1988, a Abril dava início à publicação do título próprio dos X-Men no Brasil, em "formatinho" (13,5 cm x 20,5 cm), em subsituição ao título Heróis da TV. A série durou 141 números, quando foi cancelada em julho de 2000 para dar lugar à linha Premium da editora.
| Edição nacional | História 1         | História 2         | História 3 | História 4 | Data de publicação |
| --------------- | ------------------ | ------------------ | ---------- | ---------- | ------------------ |
| #01             | Uncanny X-men #176 |                    |            |            | nov 88             |
| #02             | Uncanny X-men #177 | Uncanny X-men #178 |            |            | dez 88             |
| #03             | Uncanny X-men #179 |                    |            |            | jan 89             |
| #04             | Uncanny X-men #159 |                    |            |            | fev 89             |
| #05             | Classic X-Men??    |                    |            |            | mar 89             |
| #06             | Uncanny X-men #180 |                    |            |            | abr 89             |
| #07             | Uncanny X-men #181 | Uncanny X-men #182 |            |            | mai 89             |
| #08             | Uncanny X-men #183 |                    |            |            | jun 89             |
| #09             | Uncanny X-men #184 | Uncanny X-men #185 |            |            | jul 89             |
| #10             | Uncanny X-men #186 |                    |            |            | ago 89             |

### Os Fabulosos X-Men (1996-2000)
Com o enorme sucesso dos X-Men na década de 90, com talentos como o de Jim Lee e Marc Silvestri alçando os mutantes às alturas, a Abril resolve lançar um segundo título mensal dedicado ao grupo. Intitulado Os Fabulosos X-Men, a série inciou sua publicação, em formato americano (17 cm x 26 cm), em janeiro de 1996, sendo publicada em paralelo ao título em formatinho dos X-Men até seu cancelamento, na edição 55, também em julho de 2000, quando do início da linha Premium da Abril.

### Super-Heróis Premium: X-Men (2000-2001)
Em agosto de 2000, a Abril inicia a publicação de sua linha Premium, com revistas de capa cartonada, papel especial, formato americano (17 cm x 26 cm) e 160 páginas cada. A iniciativa tinha como objetivo tornar a publicação atraente a leitores que percebessem maior valor nas publicações, inclusive como itens colecionáveis. Esta série também introduziu o polêmico conceito de distribuição setorizada nas publicações de super-heróis. A série durou 17 números, de agosto de 2000 a dezembro de 2001, quando a Abril encerrou a publicação de heróis Marvel em definitivo, após 22 anos de atuação no mercado, dando lugar à Panini.
Inicialmente intitulada apenas X-Men no expediente, a série passou a ser chamada de Super-Heróis Premium: X-Men a partir da edição 4, título que já constava na capa desde a primeira edição. Nas referências internas ao próprio título, a Abril referia-se à publicação apenas como X-Men Premium. Na lombada (quadrada), o título sempre foi escrito como apenas X-Men seguido do número da edição.
Super-Heróis Premium: X-Men passou a abrigar, em sua maioria, séries que eram publicadas nos títulos Fabulosos X-Men, X-Men e Wolverine, as quais perfaziam em conjunto, à época de seu cancelamento, um total de 240 páginas mensais, substituídas pelas 160 de X-Men da linha Premium, o que naturalmente acarretou em uma óbvia redução na capacidade da editora em termos de publicação mensal de séries originais americanas.

#### Séries
- Astonishing X-Men (#06)
- Bishop: The Last X-Men (#06-#08; #11-#15; #17)
- Cable (#07-#12)
- Gambit (#05; #09)
- Gambit Annual (#03)
- Hulk (#04)
- Magneto Rex (#02)
- Magneto: Dark Seduction (#16)
- Uncanny X-Men (#01-#02; #04-#05; #07; #09-#13; #17)
- Uncanny X-Men Annual (#10)
- Wolverine (#03-#04; #08; #10-#12; #15)
- X-Force (#01; #03-#05; #13; #15)
- X-Men (#01-#02; #04-#07; #09-#12; #14; #17)
- X-Men Annual (#02)
- X-Men Unlimited (#03; #06; #08; #11; #13; #16)
- X-Men: The Hidden Years (#06-#16)
- X-Men/Dr. Doom (#07)

#### Edições
| Edição nacional | História 1            | História 2                  | História 3                  | História 4                  | História 5                  | História 6                            | História 7                  | Data de publicação |
| --------------- | --------------------- | --------------------------- | --------------------------- | --------------------------- | --------------------------- | ------------------------------------- | --------------------------- | ------------------ |
| #01             | Uncanny X-Men #368    | X-Men #88                   | Uncanny X-Men #369          | X-Men #89                   | Uncanny X-Men #370          | X-Men #90                             | X-Force #82                 | ago 00             |
| #02             | Magneto Rex #01       | Magneto Rex #02             | Magneto Rex #03             | Uncanny X-Men #371          | X-Men #91                   | X-Men Annual 1999                     | X-Men Annual 1999           | set 00             |
| #03             | Wolverine #139        | Wolverine #140              | Wolverine #141              | Gambit Annual 1999          | X-Men Unlimited #24         | X-Force #87                           | X-Force #88                 | out 00             |
| #04             | Wolverine #142        | Wolverine #143              | Wolverine #144              | Hulk #08                    | X-Force #89                 | Uncanny X-Men #372                    | X-Men #92                   | nov 00             |
| #05             | X-Men #93             | X-Men #94                   | Gambit #08                  | Gambit #09                  | X-Force #90                 | Uncanny X-Men #373                    | Uncanny X-Men #374          | dez 00             |
| #06             | Astonishing X-Men #01 | Astonishing X-Men #02       | Astonishing X-Men #03       | Bishop: The Last X-Man #01  | X-Men Unlimited #25-2       | X-Men: The Hidden Years #01 - Epílogo | X-Men: The Hidden Years #01 | jan 01             |
| #07             | Uncanny X-Men #375    | Uncanny X-Men #375          | X-Men #95                   | Cable #71                   | Bishop: The Last X-Man #02  | X-Men/Dr. Doom '98                    | X-Men: The Hidden Years #02 | fev 01             |
| #08             | X-Men Unlimited #25-1 | Wolverine #145              | Wolverine #145              | Cable #73                   | Cable #74                   | Bishop: The Last X-Man #03            | X-Men: The Hidden Years #03 | mar 01             |
| #09             | Uncanny X-Men #376    | X-Man #59                   | Gambit #11                  | Cable #75                   | X-Men #96                   | X-Men: The Hidden Years #04           | X-Men: The Hidden Years #05 | abr 01             |
| #10             | Wolverine #146        | Wolverine #147              | Uncanny X-Men #377          | Uncanny X-Men Annual 1999   | Cable #76                   | X-Men #97                             | X-Men: The Hidden Years #06 | mai 01             |
| #11             | Uncanny X-Men #378    | Cable #77                   | Wolverine #148              | X-Men Unlimited #26         | X-Men #98                   | Bishop: The Last X-Man #04            | X-Men: The Hidden Years #07 | jun 01             |
| #12             | Uncanny X-Men #379    | X-Men #99                   | Wolverine #149              | Cable #78                   | Uncanny X-Men #380          | Bishop: The Last X-Man #05            | X-Men: The Hidden Years #08 | jul 01             |
| #13             | X-Men Unlimited #27   | Uncanny X-Men #381          | Uncanny X-Men #382          | X-Force #94                 | X-Force #95                 | Bishop: The Last X-Man #06            | X-Men: The Hidden Years #09 | ago 01             |
| #14             | X-Men #100            | X-Men #100                  | X-Men #101                  | X-Men #102                  | Bishop: The Last X-Man #07  | Bishop: The Last X-Man #08            | X-Men: The Hidden Years #10 | set 01             |
| #15             | Wolverine #150        | Wolverine #151              | Wolverine #152              | Wolverine #153              | X-Force #96                 | Bishop: The Last X-Man #09            | X-Men: The Hidden Years #11 | out 01             |
| #16             | X-Men Unlimited #28   | Magneto: Dark Seduction #01 | Magneto: Dark Seduction #02 | Magneto: Dark Seduction #03 | Magneto: Dark Seduction #04 | X-Men: The Hidden Years #12           | X-Men: The Hidden Years #12 | nov 01             |
| #17             | X-Men #103            | Uncanny X-Men #383          | Uncanny X-Men #383          | Uncanny X-Men #384          | X-Men #104                  | Uncanny X-Men #385                    | Bishop: The Last X-Man #10  | dez 01             |

## Publicação pela Mythos Editora
A Mythos Editora publicou algumas as séries X-Men Mangá (versão mangá baseada na série animada X-Men: Animated Series e publicada para o mercado japonês), Gambit, Vampira e através da linha Edição Histórica, uma versão brasileira da linha Essential Marvel (uma coleção de encadernados em preto e branco impressos em papel jornal), histórias produzidas pela dupla Chris Claremont e John Byrne.

## Publicação pela Panini Comics

### X-Men (2002-presente)

#### Séries

##### Séries regulares
| - Uncanny X-Men - X-Men |  | - X-men Legacy |

##### Outras séries
- Bishop: The Last X-Man (#03-#04)
- Black Panther (#60)
- Cable (#02-#07; #09-#12)
- Dark Avengers/Uncanny X-Men: Exodus (#106)
- Dark Avengers/Uncanny X-Men: Utopia (#104)
- Dark X-Men (#106)
- Dark X-Men: The Beginning (#104)
- Dark X-Men: The Confession (#106)
- Free Comic Book Day (#72)
- Giant-Size X-Men (#61; #69)
- House of M: The Day After (#61)
- Marvel Comics Presents (#84)
- New Mutants (#36-#39; #41-#45)
- New X-Men (#46-#59; #62-#87)
- New X-Men Yearbook (#61)
- Secret Invasion: X-Men (#94-#95)
- Uncanny X-Men Annual (#69; #98)
- What If? X-Men - Rise and Fall of the Shi'ar Empire (#84)
- Wolverine (#01; #03; #05-#07; #09-#12; #14-#18; #20-#35)
- Wolverine Annual (#20; #24)
- X-Factor (#80; #82-#83; #85-#87)
- X-Men Annual (#74)
- X-Men Unlimited (#18-#19; #22; #30-#32; #40; #43; #48; #68)
- X-Men: Divided We Stand (#97-#98; #100)
- X-Men: Endangered Species (#79)
- X-Men: Manifest Destiny (#100; #102-#103)
- X-Men: Messiah Complex (#85)
- X-Men: Original Sin (#94)
- X-Men: Sword of the Braddocks (#101)
- Young X-Men (#89-#91; #93; 95-#100)

#### Edições
| Edição nacional | História 1                       | História 2                                             | História 3                                                                          | História 4                                      | Data de publicação |
| --------------- | -------------------------------- | ------------------------------------------------------ | ----------------------------------------------------------------------------------- | ----------------------------------------------- | ------------------ |
| #01             | X-Men #105                       | X-Men #106                                             | Wolverine #154                                                                      | Wolverine #155                                  | jan 02             |
| #02             | X-Men #106                       | X-Men #107                                             | Uncanny X-Men #386                                                                  | Cable #79                                       | fev 02             |
| #03             | Uncanny X-Men #387               | Bishop: The Last X-Man #15                             | Cable #80                                                                           | Wolverine #158                                  | mar 02             |
| #04             | Uncanny X-Men #388               | Cable #87                                              | Bishop: The Last X-Man #16                                                          | X-Men #108                                      | abr 02             |
| #05             | Uncanny X-Men #389               | X-Men #109                                             | Wolverine #159                                                                      | Cable #81                                       | mai 02             |
| #06             | Uncanny X-Men #390               | X-Men #110                                             | Wolverine #160                                                                      | Cable #82                                       | jun 02             |
| #07             | Uncanny X-Men #391               | X-Men #111                                             | Cable #83                                                                           | Wolverine #161                                  | jul 02             |
| #08             | Uncanny X-Men #392               | X-Men #112                                             | Uncanny X-Men #393                                                                  | X-Men #113                                      | ago 02             |
| #09             | Uncanny X-Men #394               | New X-Men #114                                         | Wolverine #162                                                                      | Cable #84                                       | set 02             |
| #10             | New X-Men #115                   | New X-Men #116                                         | Wolverine #163                                                                      | Cable #85                                       | out 02             |
| #11             | Uncanny X-Men #395               | Uncanny X-Men #396                                     | Wolverine #164                                                                      | Cable #86                                       | nov 02             |
| #12             | Uncanny X-Men #397               | Uncanny X-Men #398                                     | Wolverine #165                                                                      | Cable #88                                       | dez 02             |
| #13             | New X-Men #117                   | Uncanny X-Men #399                                     | Uncanny X-Men #400                                                                  | Uncanny X-Men #400                              | jan 03             |
| #14             | Wolverine #166                   | New X-Men #118                                         | New X-Men #119                                                                      | New X-Men #120                                  | fev 03             |
| #15             | Wolverine #167                   | Uncanny X-Men #401                                     | New X-Men #121                                                                      | New X-Men #122                                  | mar 03             |
| #16             | New X-Men #123                   | Wolverine #167                                         | Uncanny X-Men #402                                                                  | Uncanny X-Men #403                              | abr 03             |
| #17             | Wolverine #168                   | New X-Men #124                                         | Uncanny X-Men #404                                                                  | Uncanny X-Men #405                              | mai 03             |
| #18             | Wolverine #169                   | New X-Men #125                                         | X-Men Unlimited #31 X-Men Unlimited #33                                             | Uncanny X-Men #406                              | jun 03             |
| #19             | New X-Men #126                   | New X-Men #127                                         | Uncanny X-Men #407                                                                  | X-Men Unlimited #32                             | jul 03             |
| #20             | New X-Men #128                   | Uncanny X-Men #408                                     | Wolverine Annual 2001                                                               | Wolverine #170                                  | ago 03             |
| #21             | New X-Men #129                   | Uncanny X-Men #409                                     | Wolverine #171                                                                      | Wolverine #172                                  | set 03             |
| #22             | Wolverine #173                   | New X-Men #130                                         | X-Men Unlimited #34 X-Men Unlimited #35                                             | Uncanny X-Men #410                              | out 03             |
| #23             | Uncanny X-Men #411               | New X-Men #131                                         | Wolverine #174                                                                      | Wolverine #175                                  | nov 03             |
| #24             | New X-Men #132                   | Uncanny X-Men #412                                     | Wolverine Annual 2001                                                               | Wolverine #175                                  | dez 03             |
| #25             | New X-Men #133                   | Uncanny X-Men #413                                     | Wolverine #176                                                                      | Wolverine #177                                  | jan 04             |
| #26             | New X-Men #134                   | Uncanny X-Men #414                                     | Wolverine #178                                                                      | Wolverine #179                                  | fev 04             |
| #27             | New X-Men #135                   | Uncanny X-Men #415                                     | Wolverine #180                                                                      | Wolverine #181                                  | mar 04             |
| #28             | New X-Men #136                   | Uncanny X-Men #416                                     | Uncanny X-Men #417                                                                  | Wolverine #182                                  | abr 04             |
| #29             | New X-Men #137                   | Uncanny X-Men #418                                     | Uncanny X-Men #419                                                                  | Wolverine #183                                  | mai 04             |
| #30             | New X-Men #138                   | Uncanny X-Men #420                                     | X-Men Unlimited #45                                                                 | Wolverine #184                                  | jun 04             |
| #31             | New X-Men #139                   | Uncanny X-Men #421                                     | Wolverine #185                                                                      | X-Men Unlimited #44                             | jul 04             |
| #32             | New X-Men #140                   | Uncanny X-Men #422                                     | X-Men Unlimited #47                                                                 | Wolverine #186                                  | ago 04             |
| #33             | New X-Men #141                   | Wolverine #187                                         | Uncanny X-Men #423                                                                  | Uncanny X-Men #424                              | set 04             |
| #34             | New X-Men #142                   | Wolverine #188                                         | Uncanny X-Men #425                                                                  | Uncanny X-Men #426                              | out 04             |
| #35             | New X-Men #143                   | New X-Men #144                                         | Wolverine #189                                                                      | Uncanny X-Men #427                              | nov 04             |
| #36             | New X-Men #145                   | New Mutants #05                                        | Uncanny X-Men #428                                                                  | Uncanny X-Men #429                              | dez 04             |
| #37             | Uncanny X-Men #430               | Uncanny X-Men #431                                     | New Mutants #06                                                                     | New X-Men #146                                  | jan 05             |
| #38             | New X-Men #147                   | New X-Men #148                                         | New Mutants #07                                                                     | Uncanny X-Men #432                              | fev 05             |
| #39             | New X-Men #149                   | Uncanny X-Men #433                                     | Uncanny X-Men #434                                                                  | New Mutants #08                                 | mar 05             |
| #40             | Uncanny X-Men #435               | Uncanny X-Men #436                                     | X-Men Unlimited #40                                                                 | New X-Men #150                                  | abr 05             |
| #41             | Uncanny X-Men #437               | New Mutants #09                                        | New X-Men #151                                                                      | New X-Men #152                                  | mai 05             |
| #42             | Uncanny X-Men #438               | Uncanny X-Men #439                                     | New Mutants #10                                                                     | New X-Men #153                                  | jun 05             |
| #43             | New X-Men #154                   | X-Men Unlimited #01 X-Men Unlimited #02                | New Mutants #11                                                                     | Uncanny X-Men #440                              | jul 05             |
| #44             | Uncanny X-Men #441               | New Mutants #12                                        | New X-Men #155                                                                      | New X-Men #156                                  | ago 05             |
| #45             | Uncanny X-Men #442               | Uncanny X-Men #443                                     | New Mutants #13                                                                     | X-Men Unlimited #04                             | set 05             |
| #46             | X-Men #157                       | New X-Men #01                                          | Uncanny X-Men #444                                                                  | Uncanny X-Men #445                              | out 05             |
| #47             | X-Men #158                       | X-Men #159                                             | New X-Men #02                                                                       | Uncanny X-Men #446                              | nov 05             |
| #48             | X-Men #160                       | New X-Men #03                                          | X-Men Unlimited #49                                                                 | Uncanny X-Men #447                              | dez 05             |
| #49             | X-Men #161                       | New X-Men #04                                          | Uncanny X-Men #448                                                                  | Uncanny X-Men #449                              | jan 06             |
| #50             | X-Men #162                       | X-Men #163                                             | X-Men #164                                                                          | New X-Men #05                                   | fev 06             |
| #51             | Uncanny X-Men #450               | Uncanny X-Men #451                                     | New X-Men #06                                                                       | New X-Men #07                                   | mar 06             |
| #52             | New X-Men #08                    | Uncanny X-Men #452                                     | Uncanny X-Men #453                                                                  | Uncanny X-Men #454                              | abr 06             |
| #53             | X-Men #165                       | New X-Men #09                                          | X-Men #166                                                                          | X-Men #167                                      | mai 06             |
| #54             | X-Men #168                       | X-Men #169                                             | X-Men #170                                                                          | New X-Men #10                                   | jun 06             |
| #55             | Uncanny X-Men #455               | Uncanny X-Men #456                                     | Uncanny X-Men #457                                                                  | New X-Men #11                                   | jul 06             |
| #56             | Uncanny X-Men #458               | Uncanny X-Men #459                                     | Uncanny X-Men #460                                                                  | New X-Men #12                                   | ago 06             |
| #57             | Uncanny X-Men #461               | New X-Men #13                                          | X-Men #171                                                                          | X-Men #172                                      | set 06             |
| #58             | X-Men #173                       | X-Men #174                                             | New X-Men #14                                                                       | Uncanny X-Men #462                              | out 06             |
| #59             | Uncanny X-Men #463               | Uncanny X-Men #464                                     | Uncanny X-Men #465                                                                  | New X-Men #15                                   | nov 06             |
| #60             | X-Men #175                       | Black Panther #08                                      | X-Men #176                                                                          | Black Panther #09                               | dez 06             |
| #61             | House of M: The Day After #01    | Giant-Size X-Men #03                                   | New X-Men Yearbook #01                                                              | X-Men #177                                      | jan 07             |
| #62             | X-Men #178                       | X-Men #179                                             | New X-Men #20                                                                       | New X-Men #21                                   | fev 07             |
| #63             | Uncanny X-Men #466               | Uncanny X-Men #467                                     | Uncanny X-Men #468                                                                  | New X-Men #22                                   | mar 07             |
| #64             | Uncanny X-Men #469               | Uncanny X-Men #470                                     | Uncanny X-Men #471                                                                  | New X-Men #23                                   | abr 07             |
| #65             | X-Men #180                       | X-Men #181                                             | X-Men #182                                                                          | New X-Men #24                                   | mai 07             |
| #66             | X-Men #183                       | X-Men #184                                             | Uncanny X-Men #472                                                                  | New X-Men #25                                   | jun 07             |
| #67             | X-Men #185 X-Men #184            | X-Men #186                                             | Uncanny X-Men #473                                                                  | New X-Men #26                                   | jul 07             |
| #68             | X-Men #187 X-Men #185 X-Men #186 | Uncanny X-Men #474                                     | X-Men Unlimited #13                                                                 | New X-Men #27                                   | ago 07             |
| #69             | X-Men #188                       | Uncanny X-Men Annual #01                               | Giant-Size X-Men #04                                                                | New X-Men #28                                   | set 07             |
| #70             | X-Men #189                       | Uncanny X-Men #475                                     | Uncanny X-Men #476                                                                  | New X-Men #29                                   | out 07             |
| #71             | X-Men #190                       | Uncanny X-Men #477                                     | Uncanny X-Men #478                                                                  | New X-Men #30                                   | nov 07             |
| #72             | X-Men #191                       | Free Comic Book Day 2006                               | Uncanny X-Men #479                                                                  | New X-Men #31                                   | dez 07             |
| #73             | X-Men #192                       | X-Men #193                                             | Uncanny X-Men #480                                                                  | New X-Men #32                                   | jan 08             |
| #74             | X-Men Annual #01                 | X-Men Annual #01                                       | Uncanny X-Men #481                                                                  | New X-Men #33                                   | fev 08             |
| #75             | X-Men #194                       | X-Men #195                                             | Uncanny X-Men #482                                                                  | New X-Men #34                                   | mar 08             |
| #76             | X-Men #196                       | Uncanny X-Men #483                                     | Uncanny X-Men #484                                                                  | New X-Men #35                                   | abr 08             |
| #77             | X-Men #197                       | X-Men #198                                             | Uncanny X-Men #485                                                                  | New X-Men #36                                   | mai 08             |
| #78             | X-Men #199                       | Uncanny X-Men #486                                     | New X-Men #37                                                                       | New X-Men #38                                   | jun 08             |
| #79             | X-Men: Endangered Species #01    | X-Men #200                                             | X-Men #200                                                                          | New X-Men #39                                   | jul 08             |
| #80             | X-Men #201                       | Uncanny X-Men #487                                     | X-Men #200 Uncanny X-Men #488 X-Factor #21                                          | New X-Men #40                                   | ago 08             |
| #81             | X-Men #202                       | Uncanny X-Men #488                                     | New X-Men #40 X-Men #201 Uncanny X-Men #489                                         | New X-Men #41                                   | set 08             |
| #82             | X-Men #203                       | Uncanny X-Men #489                                     | X-Factor #22 New X-Men #41 X-Men #202                                               | Uncanny X-Men #490 X-Factor #23 New X-Men #42   | out 08             |
| #83             | X-Men #204                       | Uncanny X-Men #490                                     | New X-Men 42                                                                        | X-Men #203 Uncanny X-Men #491 X-Factor #24      | nov 08             |
| #84             | Uncanny X-Men #491               | What If? X-Men - Rise and Fall of the Shi'ar Empire #1 | Marvel Comics Presents #3                                                           | New X-Men #43 X-Men #204                        | dez 08             |
| #85             | X-Men: Messiah Complex #01       | Uncanny X-Men #492                                     | X-Factor #25                                                                        | New X-Men #44                                   | jan 09             |
| #86             | X-Men #205                       | Uncanny X-Men #493                                     | X-Factor #26                                                                        | New X-Men #45                                   | fev 09             |
| #87             | X-Men #206                       | Uncanny X-Men #494                                     | X-Factor #27                                                                        | New X-Men #46                                   | mar 09             |
| #88             | X-Men #207                       | Uncanny X-Men #495                                     | Uncanny X-Men #496                                                                  | X-Men: Legacy #208                              | abr 09             |
| #89             | X-Men: Legacy #209               | X-Men: Legacy #210                                     | Uncanny X-Men #497                                                                  | Young X-Men #01                                 | mai 09             |
| #90             | Uncanny X-Men #498               | Uncanny X-Men #499                                     | X-Men: Legacy #211                                                                  | Young X-Men #02                                 | jun 09             |
| #91             | Uncanny X-Men #500               | X-Men: Legacy #212                                     | X-Men: Divided We Stand #01                                                         | Young X-Men #03                                 | jul 09             |
| #92             | Uncanny X-Men #501               | Uncanny X-Men #502                                     | X-Men: Legacy #213                                                                  | X-Men: Legacy #214                              | ago 09             |
| #93             | Uncanny X-Men #503               | X-Men: Legacy #215                                     | X-Men: Legacy #216                                                                  | Young X-Men #04                                 | set 09             |
| #94             | X-Men: Original Sin #01          | X-Men: Legacy #217                                     | Secret Invasion: X-Men #01                                                          | Secret Invasion: X-Men #02                      | out 09             |
| #95             | X-Men: Legacy #218               | Secret Invasion: X-Men #03                             | Secret Invasion: X-Men #04                                                          | Young X-Men #05                                 | nov 09             |
| #96             | Uncanny X-Men #504               | Uncanny X-Men #505                                     | X-Men: Legacy #219                                                                  | Young X-Men #06                                 | dez 09             |
| #97             | Uncanny X-Men #506               | Uncanny X-Men #507                                     | X-Men: Divided We Stand #01                                                         | Young X-Men #07                                 | jan 10             |
| #98             | Uncanny X-Men Annual #02         | X-Men: Divided We Stand #01                            | X-Men: Divided We Stand #02                                                         | Young X-Men #08                                 | fev 10             |
| #99             | X-Men: Legacy #220               | X-Men: Legacy #221                                     | X-Men: Legacy #222                                                                  | Young X-Men #09                                 | mar 10             |
| #100            | X-Men: Legacy #223               | X-Men: Legacy #224                                     | X-Men: Divided We Stand #02 X-Men: Manifest Destiny #01 X-Men: Manifest Destiny #03 | Young X-Men #10 Young X-Men #10 Young X-Men #12 | abr 10             |

| Edição nacional | Edições originais                                                                                 | Número de Páginas | Preço de Capa       | Data de Publicação |
| --------------- | ------------------------------------------------------------------------------------------------- | ----------------- | ------------------- | ------------------ |
| #101            | Uncanny X-Men #508 Uncanny X-Men #509 X-Men: Sword of the Braddocks #01                           | 76                | R$ 6,50             | mai 10             |
| #102            | Uncanny X-Men #510 Uncanny X-Men #511 X-Men: Manifest Destiny #02                                 | 76                | R$ 6,50             | jun 10             |
| #103            | Uncanny X-Men #512 X-Men: Manifest Destiny #04 X-Men: Legacy #225                                 | 76                | R$ 6,50             | jul 10             |
| #104            | Dark Avengers/Uncanny X-Men: Utopia #01 Uncanny X-Men #513 Dark X-Men: The Beginning #01          | 76                | R$ 6,50             | ago 10             |
| #105            | Uncanny X-Men #514 X-Men: Legacy #226 X-Men: Legacy #227                                          | 76                | R$ 6,50             | set 10             |
| #106            | Dark Avengers/Uncanny X-Men: Exodus #01 Dark X-Men #01 Dark X-Men: The Confession #01             | 76                | R$ 6,50             | out 10             |
| #107            | X-men Legacy Annual #01 Dark X-men: The Beginning #02 Dark X-men #02: The Beginning #01           | 76                | R$ 6,50             | nov 10             |
| #108            | X-men Legacy #228 Dark X-men: The Beginning #03 Dark X-men: The Beginning #02                     | 76                | R$ 6,50             | dez 10             |
| #109            | X-Men: Legacy #229 X-men: Legacy #230 Uncanny X-men #515                                          | 76                | R$ 6,50             | jan 11             |
| #110            | Uncanny X-men #516 Uncanny X-men #517 Uncanny X-men #518                                          | 76                | R$ 6,50             | fev 11             |
| #111            | Uncanny X-men #519 X-men: Legacy #231 X-men Legacy #232                                           | 76                | R$ 6,50             | mar 11             |
| #112            | X-men Legacy #233 Uncanny X-men #520 Uncanny X-men #521                                           | 76                | R$ 6,50 \|\| abr 11 |                    |
| #113            | Uncanny X-men #522 Nation X #01 Nation X #04 X-men: Legacy #234                                   | 76                | R$ 6,50             | mai 11             |
| #114            | Second Coming: Prepere #01 Uncanny X-men #523 Nation X #01                                        | 76                | R$ 6,50             | jun 11             |
| #115            | Uncanny X-men #524 Uncanny X-men #525 New Mutants #13                                             | 76                | R$ 6,50             | jul 11             |
| #116            | X-men Legacy #237 X-Force #28 X-men: Second Coming #02                                            | 84                | R$ 6,50             | ago 11             |
| #117            | X-men: The Heroic Age #01 Nation X #02 X-men #01                                                  | 76                | R$ 6,50             | set 11             |
| #118            | X-men #02 X-men #03 X-men #04                                                                     | 76                | R$ 6,50             | out 11             |
| #119            | X-men #05 X-men #06 Uncanny X-men #526                                                            | 76                | R$ 6,50             | nov 11             |
| #120            | Uncanny X-men #527 Uncanny X-men #528 Uncanny X-men #529                                          | 76                | R$ 6,50             | dez 11             |
| #121            | X-men: Legacy #238 X-men: Legacy #239 X-men Legacy #240                                           | 76                | R$ 6,50             | jan 12             |
| #122            | X-men: Legacy #241 Uncanny X-men #530 Uncanny X-men #531                                          | 76                | R$ 6,50             | fev 12             |
| #123            | Uncanny X-men #532 Uncanny X-men #533 Uncanny X-men #534                                          | 76                | R$ 6,50             | mar 12             |
| #124            | X-men: Legacy #242 X-men: Legacy #243 X-men: Legacy #244                                          | 76                | R$ 6,50             | abr 12             |
| #125            | Uncanny X-men #534.1 X-men #07 X-men #08                                                          | 76                | R$ 6,50             | mai 12             |
| #126            | X-men #09 X-men #10 X-men #11                                                                     | 76                | R$ 6,50             | jun 12             |
| #127            | Uncanny X-men #535 Uncanny X-men #536 Uncanny X-men #537                                          | 76                | R$ 6,50             | jul 12             |
| #128            | Uncanny X-men #538 Uncanny X-men #539 Uncanny X-men #540                                          | 76                | R$ 6,50             | ago 12             |
| #129            | Uncanny X-men #541 Prelude To Schism #01 Prelude To Schism #02                                    | 76                | R$ 6,50             | set 12             |
| #130            | Uncanny X-men #542 Prelude To Schism #03 Prelude To Schism #04                                    | 76                | R$ 6,50             | out 12             |
| #131            | Uncanny X-Men #543 X-Men: Schism #1 X-Men: Schism #2                                              | 76                | R$ 6,50             | nov 12             |
| #132            | X-Men: Schism #3 X-Men: Schism #4 X-Men: Schism #5                                                | 76                | R$ 6,50             | dez 12             |
| #133            | X-men #15 X-men #16 X-men #17 X-men #18 Uncanny X-men #544                                        | 108               | R$ 8,90             | jan 13             |
| #134            | X-men #19 X-Men: Regenesis #1 Uncanny X-Men #1 Uncanny X-Men #2 Uncanny X-Men #3 Uncanny X-Men #4 | 154               | R$ 16,20            | fev 13             |
| #134.1          | Uncanny X-Men #5 Uncanny X-Men #6 X-men #20 X-men #21                                             | 84                | R$ 7,90             | fev 13             |
| #135            | X-men #22 X-men #23 X-men #24 X-men #25 X-men #26 Uncanny X-Men #7 Uncanny X-Men #8               | 148               | R$ 15,90            | mar 13             |
| #136            | Uncanny X-Men #9 Uncanny X-Men #10 X-men #27                                                      | 68                | R$ 6,50             | abr 13             |
| #137            | Uncanny X-Men #11 Uncanny X-Men #12 X-men #28                                                     | 68                | R$ 6,50             | mai 13             |
| #138            | Uncanny X-Men #13 Uncanny X-Men #14 X-men #29                                                     | 68                | R$ 6,50             | jun 13             |
| #139            | Uncanny X-Men #15 Uncanny X-Men #16 X-men #30                                                     | 68                | R$ 6,50             | jul 13             |
| #140            | Uncanny X-Men #17 Uncanny X-Men #18 X-men #31                                                     | 68                | R$ 6,50             | ago 13             |
| #141            | Uncanny X-Men #19 Uncanny X-Men #20 X-men #32 X-men #33                                           | 92                | R$ 8,20             | set 13             |
| #142            | X-men #34 X-men #35 X-men #36 X-men #37 X-men #40 X-men #41                                       | 132               | R$ 10,90            | out 13             |

### X-Men Regenesis (2011)
Após a saga "Schism", a Marvel, depois de 40 anos, anunciou o fim de Uncanny X-Men na edição #544, devido à separação de Ciclope e Wolverine. Agora, em duas novas revistas, "Wolverine e os X-Men" e "Uncanny X-Men", os líderes de maior efeito na série mostram-se separados. Segue-se a formação dos respetivos distintos grupos:
| Uncanny X-Men                                                                                                   |
| --- |
| Equipe Principal; Tempestade, Emma Frost, Magneto, Colossus, Namor, Esperança summers, Illyana Rasputin, Perigo |
| Clube-X; Dr. Nêmesis, Kavita Rao, Madison Jefferies                                                             |
| Reconhecimento e Segurança; Psylocke, Jubileu, Dominó, Apache                                                   |
| Equipe de Rua; Cristal, Dinamite, Salva-Vidas                                                                   |
| Geração Esperança; Fada, Zero, Primal, Transônica, Velocidad                                                    |
| Limpeza; Dani Moonstar, Cifra, X-Man, Magma, Mancha Solar, Warlock                                              |
| Recrutas; Irmãs Stepford, Loa, Martha Johannson, Faísca, Crosta, Pó, Prodígio                                   |

Em "Wolverine e os X-Men", a Mansão Xavier foi rebatizada de "Escola Jean Grey para Jovens Super-Dotados", em homenagem à falecida colega. Já a equipe de Ciclope continua em Utopia.
| Wolverine e os X-Men |
| --- |
| Corpo Docente; Wolverine, Lince Negra, Fera, Gambit, Rachel Grey, Vampira, Homem de Gelo, Míssil, Câmara, Escalpo, Karma, Frenesi, Doop, Groxo, Lockheed                                                    |
| Estudantes; Armadura, Anole, Olhos Vendados, Blingi, Broo, Cifra, Ernst, Quentin Quire, Jovem Gladiador, Indra, Satânico, Graymalkin, Glob Herman, Gentil, Estopim, Mercury, Oya, Pedreira, Astral, Warbird |

Mais da metade da equipe de Logan será composta pelos Novos Mutantes, inexperientes e que precisarão do treinamento dos apenas 7 membros sênior. Em Utopia, a "Equipe de Extinção" de Scott está composta por membros mais antigos no grupo, sendo bem mais organizada que o Instituto Jean Grey.

### X-Men (Marvel Now)
Após a edição 142 de X-men, ela recebeu uma renumeração nova, seguida com o nome: Nova Marvel, no Brasil. Nessa nova edição dos x-men, o mix traz as revistas  All-New X-Men (Novissímos X-men) e Uncanny X-men (Fabulosos X-men).